# Loxandrus spinilunatus
Loxandrus spinilunatus är en skalbaggsart som beskrevs av Allen. Loxandrus spinilunatus ingår i släktet Loxandrus och familjen jordlöpare. Inga underarter finns listade i Catalogue of Life.